# Франклін (округ, Пенсільванія)
Шаблон:StateAbbr_ 39°56′ пн. ш. 77°43′ зх. д. / 39.93° пн. ш. 77.72° зх. д.
Округ Франклін (англ. Franklin County) — округ (графство) у штаті Пенсільванія, США. Ідентифікатор округу 42055.

## Історія
Округ утворений 1784 року.

## Демографія
За даними перепису
2000 року
загальне населення округу становило 129313 осіб, зокрема міського населення було 68079, а сільського — 61234.
Серед мешканців округу чоловіків було 62915, а жінок — 66398. В окрузі було 50633 домогосподарства, 36410 родин, які мешкали в 53803 будинках.
Середній розмір родини становив 2,94.
Віковий розподіл населення поданий у таблиці:
| Стать    | До 15 років | 15-21 | 22-29 | 30-39 | 40-49 | 50-65 | 65-85 | Понад 85 |
| -------- | ----------- | ----- | ----- | ----- | ----- | ----- | ----- | -------- |
| Чоловіки | 13058       | 5860  | 6122  | 9251  | 9480  | 10432 | 7948  | 764      |
| Жінки    | 12608       | 5696  | 6111  | 9264  | 9695  | 10985 | 10351 | 1688     |

## Суміжні округи
- Джуніата — північ
- Перрі — північний схід
- Камберленд — північний схід
- Гантінгдон — північний захід
- Адамс — схід
- Фредерік, Меріленд — південний схід
- Вашингтон, Меріленд — південь
- Фултон — захід

## Виноски
1. ↑  Long J. H. Atlas of Historical County Boundaries — [Chicago, Illinois]: The Newberry Library, 2010.
2. ↑  U.S. Decennial Census. United States Census Bureau. Архів оригіналу за 26 квітня 2015. Процитовано 7 березня 2015.
3. ↑  Historical Census Browser. University of Virginia Library. Архів оригіналу за 11 серпня 2012. Процитовано 7 березня 2015.
4. ↑  Forstall, Richard L., ред. (24 березня 1995). Population of Counties by Decennial Census: 1900 to 1990. United States Census Bureau. Процитовано 7 березня 2015.
5. ↑  Census 2000 PHC-T-4. Ranking Tables for Counties: 1990 and 2000 (PDF). United States Census Bureau. 2 квітня 2001. Процитовано 7 березня 2015.
6. ↑  State & County QuickFacts. United States Census Bureau. Архів оригіналу за 6 червня 2011. Процитовано 17 листопада 2013. [Архівовано 2011-06-06 у Wayback Machine.](англ.) Наведено за англійською вікіпедією.
7. ↑  American FactFinder. Бюро перепису населення США. Архів оригіналу за 26 лютого 2012. Процитовано 31 січня 2008. [Архівовано 2008-05-21 у Wayback Machine.]

| США | Це незавершена стаття з географії США. Ви можете допомогти проєкту, виправивши або дописавши її. |